# Reinoud van Heers
Reinoud van Heers, ook Renoud van Grootheers (ca. 1400), was een 14e-/15e-eeuws geestelijke uit het adellijke geslacht Van Heers. Hij was onder andere proost van Sint-Waltrudis in Bergen en proost van Sint-Servaas in Maastricht. In die laatste hoedanigheid was hij tevens heer van de Elf banken van Sint-Servaas, Tweebergen en Mechelen-aan-de-Maas. Ook was hij raadsman van hertogin Johanna van Brabant.

## Biografische schets

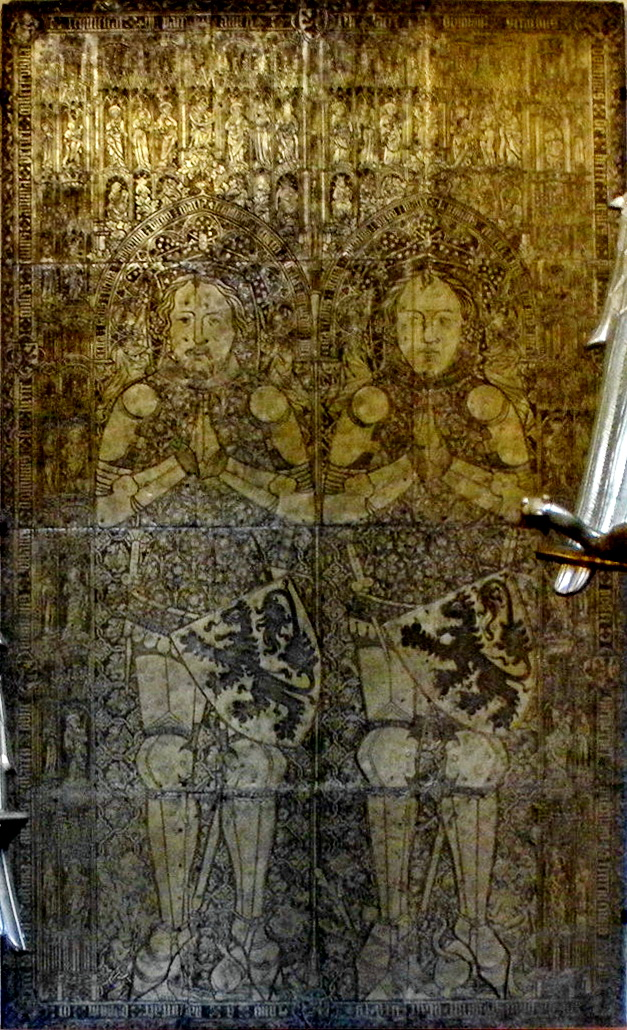
Grafplaat Jan en Gerard van Heers, voorheen in de Sint-Martinuskerk van Heers (KMKG, Brussel)

### Afstamming
Over het leven en de afstamming van Reinoud van Heers is weinig bekend. Hij behoorde mogelijk, samen met zijn broer (of oom) Gerard, tot de laatsten die de naam Van Heers droegen. Reinouds vader was mogelijk Jan van Heers, die in 1332 in de Sint-Martinuskerk van Heers begraven werd. Eind 14e eeuw werd zijn oudste zoon (of neef) Gerard in hetzelfde graf begraven, waarbij de rijk gegraveerde messing grafplaten van beide Van Heersen aan elkaar gesmeed werden.
Deze Gerard van Heers, die behalve te Heers bezittingen had te Wimmertingen en Jesseren, werd op 9 oktober 1398 door de inwoners van Sint-Truiden vermoord. Gerard was gehuwd met Catharina van Binsveld en zij hadden één dochter, Cécile, die trouwde met Raes van Rivieren van Aerschot. Na de dood van hun kinderloos gestorven oudste zoon, erfde een kleinzoon van Cécile van Heers, de beruchte Raes van Heers, omstreeks 1460 het kasteel van Heers.

### Loopbaan
Reinouds geestelijke loopbaan begon waarschijnlijk met een kanunnikaat aan de Sint-Pieter-en-Sint-Guidokerk in Anderlecht. Op een onbekend tijdstip werd hij tevens proost van de Sint-Waltrudiskerk in Bergen.

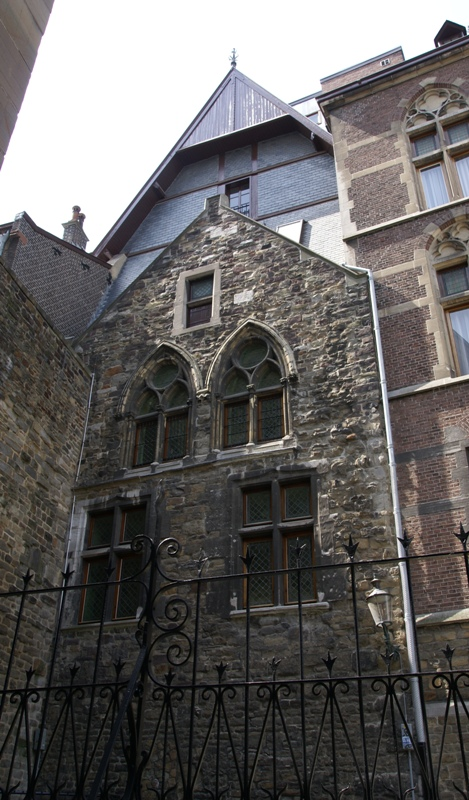
Proosdij van Sint-Servaas, Maastricht

In 1397 trad Wijnand van Rode terug als proost van het kapittel van Sint-Servaas in Maastricht, waarna Reinoud hem in deze lucratieve functie opvolgde. Als proost was Reinoud tevens heer van Tweebergen en Mechelen-aan-de-Maas, de twee banken van Sint-Servaas die sinds 1232 aan het proostschap verbonden waren. Uit zijn Maastrichtse periode dateert een akte van 7 augustus 1397 van hertogin Johanna van Brabant, waarin zij bemiddelde in een conflict tussen het kapittel van Sint-Servaas en Koenraad I van Schoonvorst, heer van Elsloo. Laatstgenoemde, een zoon van Reinoud I van Schoonvorst, eiste van het kapittel een koffer met geld en juwelen terug, die volgens hem door zijn vader in de schatkamer van de kerk in bewaring was gegeven.
Reinoud van Heers werd in 1398 genoemd als afgevaardigde bij de vredesonderhandelingen te Ravenstein tussen Brabant en Gelre. Hij trad in deze tijd op als raadsman van hertogin Johanna van Brabant.